# Керченсько-Ельтигенська десантна операція
Ке́рченсько-Ельтиге́нська деса́нтна опера́ція (31 жовтня — 11 грудня 1943) — морська десантна операція радянських військ на території Керченського півострову Криму за часів Другої світової війни. Десантна операція проводилася силами військ Північно-Кавказького фронту (з 20 листопада 1943 року — Окрема Приморська армія), Чорноморського флоту і Азовської військової флотилії, в результаті якої було успішно захоплено плацдарм на Кримському півострові.
Керченсько-Ельтигенська десантна операція проводилася з метою створення плацдарму в східній частині Кримського півострову для подальшого наступу і повного звільнення Криму від німецьких і румунських військ. Загальне керівництво операцією здійснював командувач Північно-Кавказьким фронтом генерал-полковник І. Ю. Петров. На початку листопада 1943 з кораблів Чорноморського флоту (командувач — віце-адмірал Л. А. Владимирський). Південніше Керчі, в районі Ельтигена були висаджені війська 18-ї армії і з кораблів Азовської флотилії (командувач — контр-адмірал С. Г. Горшков), північно-східніше Керчі — війська 56-ї армії. Війська 18-ї армії за підтримки берегової артилерії та авіації флоту утримували захоплений плацдарм до початку грудня, після чого прорвалися через бойові порядки противника і з'єдналися з військами 56-ї армії. Війська 56-ї армії утримали захоплений плацдарм, підійшли до північно-східної околиці Керчі, де зайняли оборону.
Керченсько-Ельтигенська десантна операція була однією з найбільших десантних операцій німецько-радянської війни. Радянським військам не вдалося звільнити Керченський півострів, однак, в результаті її проведення були відтягнуті з перекопського напрямку значні сили противника. Захоплений Керченський плацдарм був використаний надалі при вигнані нацистських окупантів з Криму.

## Відео
- Керченско-эльтигенская десантная операция.avi [Архівовано 6 Березня 2022 у Wayback Machine.]